# Castelo de Shemiran
Castelo Shemiran ( em persa: قلعه شمیران) é um castelo histórico localizado na província de Qazvin. A longevidade desta fortaleza remonta ao estado Nizari Ismaili.